# Yetnebersh Nigussie
Yetnebersh Nigussie, född 24 januari 1982 i Amhara, är en etiopisk advokat och människorättsaktivist som arbetar för människor med funktionsnedsättning. Hon tilldelades 2017 års Right Livelihood Award som utdelades i Stockholm den 1 december.

## Biografi
Yetnebersh Nigussie har sju syskon, hennes far kom från en prästfamilj. Vid fem års ålder fick hon hjärnhinneinflammation. I brist på vård på landsbygden ledde det till att hon blev blind. Därmed slapp hon bli bortgift vid tidig ålder, vilket var regel för flickor i den nordliga Amharaprovinsen. Hennes mormor ordnade så att Nigussie fick gå i en katolsk skola för blinda i Shashemene. Vid tolv års ålder upptäckte Nigussie att hon inte var som andra barn. Flickor med handikapp stod längst ner på den sociala skalan. Nigussie fortsatte studera på Menelik II-läroverket i Addis Abeba och kom in på Addis Ababa University där hon avlade en juristexamen 2006. 

## FN-konvention
Nigussie är engagerad i Förenta Nationernas
Konventionen om rättigheter för personer med funktionsnedsättning.
| ”                     | Fokusera på personen och inte på funktionsnedsättningen. Vi har en funktionsnedsättning, men 99 talanger att bygga på. | „ |
| – Yetnebersh Nigussie | |   |

## Priser och utmärkelser
- AMANITARE award for sexual and reproductive health advocates, 2003, Johannesburg, South Africa.
- Individual award for excellent HIV/AIDS prevention and control activities coordination, awarded by the Addis Ababa City Administration in collaboration with the Addis Abeba HIV/AIDS Prevention and Control Office (HAPCO). October 7, 2005 Addis Ababa, Ethiopia.
- Best HIV/AIDS National Activist, awarded by General Medical Practitioners Association, 2005, Addis Ababa, Ethiopia.
- World of Difference 100 Award, awarded by International Alliance for Women (TIAW), 2011.[3]
- Right Livelihood Award, 2017.[1]

## Originalcitat
1. ↑  ”Focus on the person, not the disability. We have one disability, but 99 abilities to build on!”